# JR貨物UM8C形コンテナ
UM8C形コンテナ（UM8Cがたコンテナ）は、日本貨物鉄道（JR貨物）輸送用として籍を編入している12ft私有コンテナ（無蓋コンテナ）である。

## 概要
無蓋コンテナ以外の他形式では、形式を表す1-2桁の数字は全てコンテナの内容積で決定されているが、無蓋コンテナのみ床面積で付与されている。
これにより、本形式のコンテナ容積8 m3の算出は、厳密には端数四捨五入計算の為に、内容積7.5 - 8.4m3の間に属するコンテナが対象となる。また形式末尾のアルファベット一桁部位 「 C 」は、危険物輸送に使用されるコンテナに共通して付与されている、使用区分表記の記号である。
1989年度より製造された。

## 特記事項
コンテナの高さは、形式によってドライコンテナと同等の高さがあったり、逆に1／8サイズの板型の様に八段（12ftの場合）又は、1／4サイズの薄型の様に四段（20ftの場合）に積み上げてやっとドライコンテナと同等の高さに達するなど、他形式ではタンクコンテナ以外では見られない様に、見た目が多種多彩に入り乱れているのも無蓋コンテナ形式の特徴となっている。

## 番台毎の概要

### 0番台
1 ・ 2
日本石油輸送が所有、日東化学工業が借り受けているポリバラバン容器1基を積載出来る、専用のコンテナ。総重量6.8 t。
3 - 7
日本石油輸送が所有、東ソー物流が借り受けているアルキルアルミニウム容器2基を積載出来る、専用のコンテナ。総重量6.8 t。
8 - 37
東ソー物流が所有している、アルキルアルミニウム容器2基を積載出来る、専用のコンテナ。総重量6.8 t。
38 - 44
エム・ティ・ビーが所有している、アルキルアルミニウム容器2基を積載出来る、専用のコンテナ。総重量6.7 t。